# Cygnus herrenthalsi
Cygnus herrenthalsi — викопний вид водоплавних птахів. Скам'янілі рештки були знайдені у Бельгії та датуються міоценом. Скам'янілості описані як Cygnus herrenthalsi та віднесені до роду Лебідь (Cygnus) родини Качкові (Anatidae). Проте таке систематичне становище багатьма дослідника піддається сумніві через фрагментарність викопного матеріалу (скам'янілість відома лише по решткам фаланг пальців).